# Rom Di Prisco
Rom Di Prisco (também conhecido como Romolo Di Prisco ou Morphadron) é um músico amante de jogos eletrônicos que já compôs canções para mais de 30 jogos, além de lançar trabalhos solo.

## Discografia

### Álbuns solo
- Saw II Soundtrack
- Songs for Choice
- Apollo: The Race Against Time
- Alien Planet
- Popular (Season 2)
- Gastineau Girls (Season 1)
- Navy NCIS
- Never Let Me Down (Remix)
- Spy On The Wild
- Cool In Your Code
- Lie (Remix)
- America's Next Top Model
- OM Lounge 8
- The Sopranos
- The Hulk
- MTV Cribs
- Biography of the Year
- Bedrock 4
- Nitro (Remix)
- Trance Sessions 2
- Rodent (Remix)
- Blair Witch Experience
- 12 Tales
- With or Without You
- She: Female Trip-Hop
- This is Groove
- Freedom or Fire (Remix)
- Noughty
- DJ Hardware - Let the Drums Speak
- Wild Planet
- Summer Night Sessions
- Trance Sessions
- Replicants
- Cool Terrasse
- Nowhere Now (Remix)
- Bluetooth
- In My Arms Again (Remix)
- Blunted 3
- Anger Management (Remix)
- Unquiet Grave

## Trabalhos em jogos
- 007 Racing
- Blair Witch: The Legend of Coffin Rock
- Carnivores 2
- Dead Man's Hand
- Dirty War
- Eternal Warriors
- FIFA 2000
- World Cup 98
- Full Auto 2: Battlelines
- Full Auto
- Need for Speed: High Stakes
- Need for Speed III: Hot Pursuit
- Need for Speed: Hot Pursuit 2
- Need for Speed: Hot Pursuit
- Need for Speed: Porsche Unleashed (como Morphadron)
- Need for Speed II: SE
- NHL 2000
- NHL 2001
- NHL 2002
- Prey
- Rebel Moon Rising
- Rune
- Rune: Hall of Valhalla
- Rune: Viking Warlord
- Sled Storm
- SpyHunter 2
- SSX Tricky
- SSX
- Unreal Tournament 3
- Xtreme Sports Arcade
- Fortnite